# Fréchet-Aure
Fréchet-Aure là một xã thuộc tỉnh Hautes-Pyrénées trong vùng Occitanie tây nam nước Pháp. Xã này nằm ở khu vực có độ cao trung bình 672 mét trên mực nước biển.